# Roman Czepe
Roman Czepe (Ełk; 15 de Dezembro de 1956 — ) é um político da Polónia. Ele foi eleito para a Sejm em 25 de Setembro de 2005 com 4087 votos em 24 no distrito de Białystok, candidato pelas listas do partido Prawo i Sprawiedliwość.